# Numismaat
Een numismaat of numismaticus (Engels: numismatist, Duits: Numismatiker) is een deskundige op het gebied van de numismatiek (munt- en penningkunde) of een gevorderde verzamelaar of handelaar op dit gebied. (Aan de Universiteit Leiden bestaat het vak "Antieke Numismatiek", een bijvak bij de studie Archeologie.)

## Bekende numismatici uit België
- Felix Achille de Bethune
- François de Callataÿ
- Maurice de Robiano
- Alphonse de Witte
- Jacques Goethals-Vercruysse
- Arnaud Grispen
- Louis Le Bègue
- Charles Piot
- Constant Serrure
- Juliaan Taelman
- Albert Visart de Bocarmé

## Bekende numismatici uit Nederland
- Cornelis van Alkemade
- Gisbert Cuper
- Hubertus Goltzius
- Henrik Graham
- Gerard van Loon
- Gay van der Meer
- Theodorus Marinus Roest
- August Hendrik Sassen
- Henk van der Wiel